# Phaeoisariopsis robiniae
Phaeoisariopsis robiniae är en svampart som först beskrevs av Cornelius Lott Shear, och fick sitt nu gällande namn av Deighton 1976. Phaeoisariopsis robiniae ingår i släktet Phaeoisariopsis och familjen Mycosphaerellaceae.   Inga underarter finns listade i Catalogue of Life.